# Chiemsee-Bahn
| |                     |                                |                                |
| Streckennummer: | 9571                |                                |                                |
| Kursbuchstrecke (DB): | 10602               |                                |                                |
| Streckenlänge: | 1,910 km            |                                |                                |
| Spurweite: | 1000 mm (Meterspur) |                                |                                |
| Maximale Neigung: | 2,5 ‰               |                                |                                |
| Minimaler Radius: | 60 m                |                                |                                |
| Streckengeschwindigkeit: | 20 km/h             |                                |                                |
| |                     |                                |                                |
| \| \| \| Prien Chiemseebf (bis 1908) \| \| \| \| \| Bahnstrecke Rosenheim–Salzburg \| \| \| \| 0,000 \| Prien Chiemseebf (seit 1908) \| 528,5 m \| \| \| \| Franziska-Hager-Straße \| \| \| \| \| Jensenstraße \| \| \| \| \| Seestraße \| \| \| \| \| Stauden \| \| \| \| \| Birkenweg \| \| \| \| \| Osternacher Straße \| \| \| \| \| Seestraße \| \| \| \| 1,910 \| Prien-Stock \| 518,2 m \| |                     |                                |                                |
| Kopfbahnhof Streckenanfang (Strecke außer Betrieb) |                     | Prien Chiemseebf (bis 1908)    | Prien Chiemseebf (bis 1908)    |
| Kreuzung (Strecke geradeaus außer Betrieb) |                     | Bahnstrecke Rosenheim–Salzburg | Bahnstrecke Rosenheim–Salzburg |
| Kopfbahnhof Streckenanfang und quer · Abzweig ehemals geradeaus und von rechts | 0,000               | Prien Chiemseebf (seit 1908)   | 528,5 m                        |
| Bahnübergang |                     | Franziska-Hager-Straße         | Franziska-Hager-Straße         |
| Bahnübergang |                     | Jensenstraße                   | Jensenstraße                   |
| Bahnübergang |                     | Seestraße                      | Seestraße                      |
| Bahnübergang |                     | Stauden                        | Stauden                        |
| Bahnübergang |                     | Birkenweg                      | Birkenweg                      |
| Bahnübergang |                     | Osternacher Straße             | Osternacher Straße             |
| Bahnübergang |                     | Seestraße                      | Seestraße                      |
| Kopfbahnhof Streckenende | 1,910               | Prien-Stock                    | 518,2 m                        |

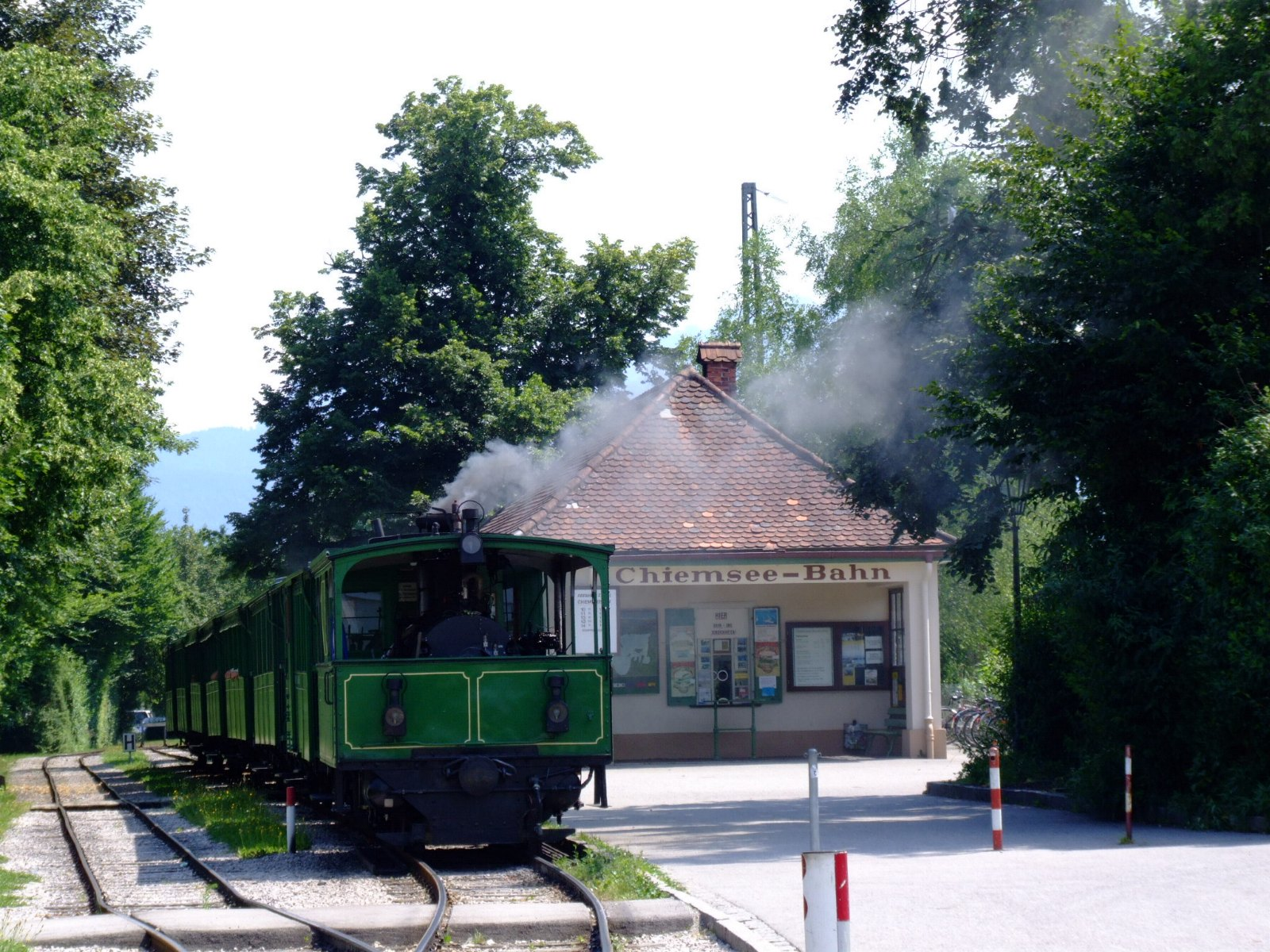
Prien Chiemseebahnhof, rechts daneben befindet sich der DB-Bahnhof

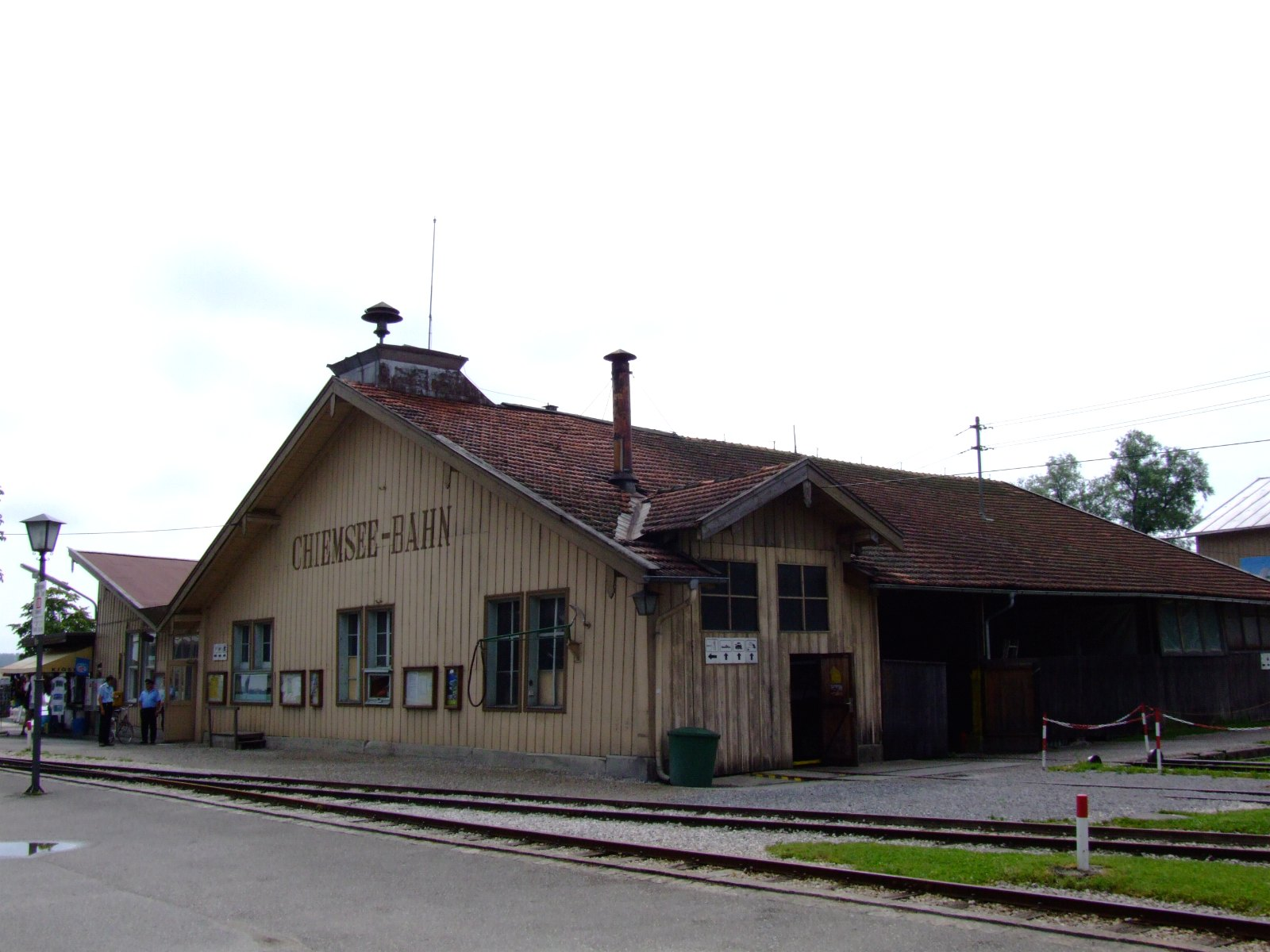
Bahnhof Prien-Stock, hier befand sich auch das Depot der Bahn. Die einzelnen Unterstände waren über eine am rechten Bildrand erkennbare Schiebebühne zu erreichen. Das Empfangsgebäude wurde im Herbst 2010 abgerissen.

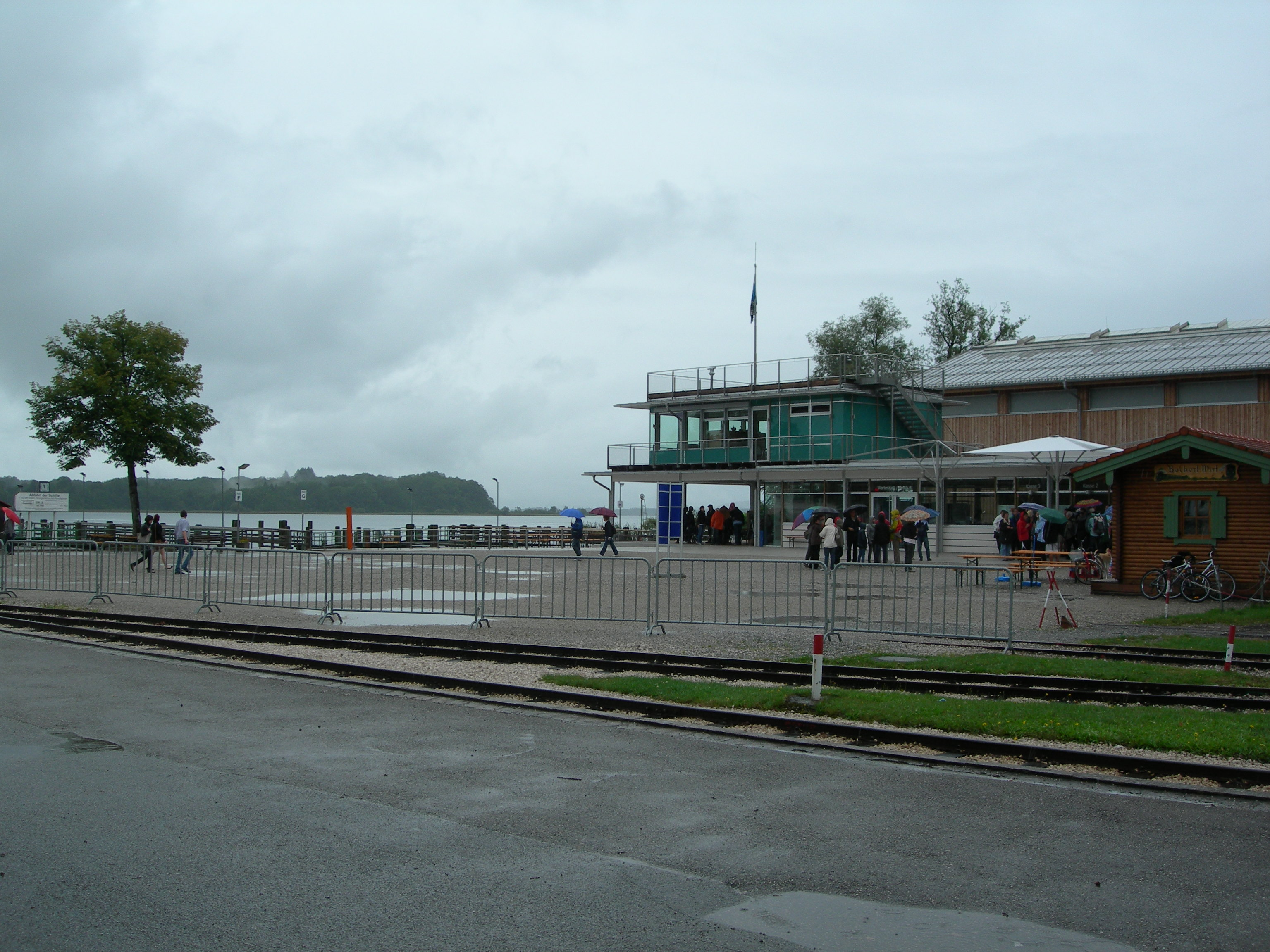
Der Bahnhof Prien-Stock nach dem Abriss von Empfangsgebäude und Depot

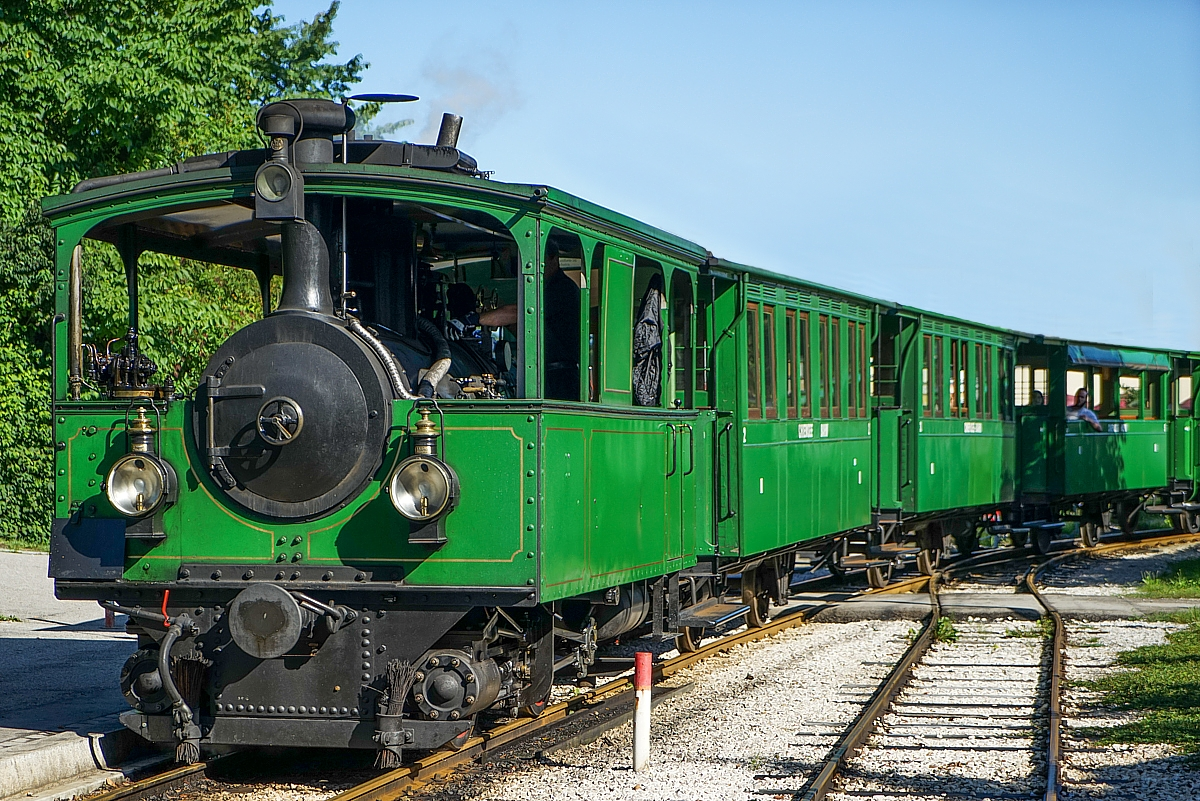
Zug bei der Einfahrt in den Bahnhof Prien

Die Chiemsee-Bahn ist eine 1910 Meter lange Schmalspurbahn in Bayern. Die Meterspurstrecke verbindet seit 1887 den Bahnhof von Prien am Chiemsee mit dem Ortsteil Prien-Stock, an der dortigen Anlegestelle besteht direkter Übergang zur Chiemsee-Schifffahrt.
Als Besonderheit wird sie in der Hauptsaison zeitweise mit einer Dampflokomotive betrieben. Die Chiemsee-Bahn ist als Lokalbahn konzessioniert und fährt deshalb nach der Eisenbahn-Bau- und Betriebsordnung für Schmalspurbahnen (ESBO). Sie verfügt durchgängig über einen eigenen Gleiskörper mit Vignolschienen.

## Geschichte

### Vorgeschichte
Nachdem der Chiemgau und speziell der Chiemsee in der Mitte des 19. Jahrhunderts einen zunehmenden Anstieg des Tourismus verzeichnen konnte, wurde auch die dafür notwendige Infrastruktur geschaffen. Dazu gehörte insbesondere die Gründung der Chiemsee-Schifffahrt im Jahre 1845 sowie der Bahnhof Prien am Chiemsee an der 1860 eröffneten Bahnstrecke Rosenheim–Salzburg.
Als Ludwig II. im Jahr 1886 starb, ließ dessen Nachfolger Prinzregent Luitpold die Bauarbeiten am Schloss Herrenchiemsee einstellen und gab den Prachtbau für die Öffentlichkeit frei. Dadurch verzeichnete besonders die Herreninsel einen wahren Besucheransturm, aber auch die lieblichere Fraueninsel und die dort ansässigen Gastronomiebetriebe lockten bereits damals viele Touristen an.
Die Königlich Bayerischen Staats-Eisenbahnen brachten die Besucher nach Prien. Mit Kutschen und Karren vom Bahnhof Prien aus konnte der knapp zwei Kilometer entfernte Hafen erreicht werden. Diesen Fahrdienst organisierte die örtliche Bevölkerung. In der dörflichen Enge entstand dadurch oft ein Verkehrschaos.

### Eröffnung der Bahn
Bereits 1886, kurz nach dem ersten Ansturm auf die Herreninsel, hatten der Schifffahrtbetreiber Ludwig Feßler sowie der Münchener Kommerzienrat Georg Krauß den Bau einer schmalspurigen Lokalbahn vom Bahnhof Prien zum Dampfersteg in Stock beantragt. Die Bauarbeiten begannen am 2. Mai 1887. Am 21. Juni waren die Schwellen verlegt und man begann mit dem Aufnageln der Schienen. Die feierliche Eröffnung der Bahn fand am 9. Juli 1887 statt. Am nächsten Tag, einem Sonntag, nahm sie den offiziellen Betrieb auf.

### Einstellungsdiskussion
Zum Personentransport wäre die Bahn nicht mehr nötig, da an der Dampferanlegestelle in Prien-Stock ein großer Parkplatz für Personenkraftwagen und Omnibusse liegt. Daher und weil der Bahnbetrieb auch nicht immer rentabel war, wurde wiederholt die Betriebseinstellung gefordert. Besonders in den 1970er- und 1980er-Jahren beklagten Hoteliers und Pensionswirte die Lärmbelästigung durch die Bahn. Seit 1980 verhindert der Denkmalschutz die Einstellung des Betriebs.

### Heutige Bedeutung
Die Chiemsee-Bahn erfreut sich dank ihres nostalgischen Charmes bis heute großer Beliebtheit. Für viele Besucher ist eine Fahrt wie eine Zeitreise ins Jahr 1887. Auch wenn die meisten Touristen heute mit dem Auto anreisen, nutzen viele die Bahn zu einer kleinen Vergnügungsfahrt.

## Betreiber
Bis zum 5. Juli 1965 wurde die Bahn von der Chiemseebahn Fessler & Companie Prien betrieben. Die Gesellschaft wurde damals aufgelöst und der Chiemsee-Schifffahrt Ludwig Feßler KG eingegliedert. Im Dezember 1980 wurde die Chiemsee-Bahn vom Bayerischen Landesamt für Denkmalpflege unter Denkmalschutz gestellt. Am 4. Juni 1986 verlängerte der bayerische Staat die Betriebskonzession um weitere 50 Jahre bis zum 4. Juni 2036.

## Strecke
Die Nebengleise inbegriffen, entstand im Jahr 1887 eine Trasse von circa 2200 Metern Länge, einschließlich sieben manuell gestellter Weichen. Der Gleisaufbau ist für eine Achslast von 7,5 Tonnen ausgelegt.
Bis zum Jahr 1908 befand sich der Bahnhof Prien auf dem Bahnhofsvorplatz an der Westseite. Daher musste die Chiemsee-Bahn den Bahnkörper der normalspurigen Staatsbahn queren, um den östlich gelegenen See zu erreichen. Die gefährliche Kreuzung wurde mit zwei Haltesignalen für die Schmalspurbahn gesichert. Die ungünstige Streckenführung wurde schließlich aus Sicherheitsgründen im Winter 1908/1909 geändert und der Bahnhof der Lokalbahn an die Ostseite des Bahnhofs verlegt. Seither quert die Bahn lediglich noch eine Hauptstraße sowie mehrere kleinere Seitenstraßen. Seit der Neutrassierung beträgt die reine Fahrstrecke 1910 Meter, Zwischenhalte existieren nicht. Das Depot und die Werkstätte der Bahn befinden sich neben der Endstation Prien-Stock.
Der Bahnhof und der Schiffsanleger Prien-Stock werden seit Beginn des Jahrtausends umfassend erneuert und umgebaut. Nach den alten Schiffshallen und -anlegern wurde auch der baufällige Bahnhof mit Werkstatt und Depot im April 2011 abgerissen und durch einen etwas weiter vom See entfernten Neubau ersetzt. Gleichzeitig wurde ein neuer Abzweig mit zwei Weichen zum neuen Depot gebaut.

## Betrieb
Die Fahrzeit beträgt rund acht Minuten. Es wird mit nur einer Zuggarnitur gefahren, daher existieren keine Ausweichen. Ein fahrplanmäßiger Zugverkehr wird in der Sommersaison von Ende Mai bis Ende September durchgeführt. In dieser Zeit verkehren täglich von 9:30 Uhr bis 18:23 Uhr zehn Zugpaare. Die Freifahrt für Schwerbehinderte wird hier wie auf bestimmten Abschnitten der Schifffahrt anerkannt.
Bis Mitte der 1950er Jahre wurde auch Güterverkehr durchgeführt: Befördert wurden Kohle für die Dampfschiffe sowie Versorgungsgüter für die Chiemseeinseln.

## Fahrzeuge

### Dampflokomotive Laura
In der Hauptsaison (Juli, August) kommt auch die 1887 von der Lokomotivfabrik Krauss & Comp. gebaute Straßenbahnlokomotive (Typ L VII, Fabriknummer 1813) „Laura“ an den Wochenenden zum Einsatz. Diese Maschine mit der Achsformel B n2t wurde für seinerzeit 12.500 Goldmark in Auftrag gegeben. Zwei identische Maschinen mit den Fabriknummern 1814 und 1818 wurden kurz darauf an die Lokalbahn Ravensburg–Weingarten geliefert. Wesentliche Überholungsarbeiten fanden im Jahr 1937 statt, als eine neue Feuerbüchse aus Kupfer eingepasst wurde. Ein Ersatzkessel (Hersteller Arnold Jung Lokomotivfabrik, Kirchen (Sieg)) wurde im Winter 1957/1958 eingebaut. Dieser Umbau brachte eine Leistungssteigerung von 60 auf 100 PS (44 auf 74 kW). Als diese Lok noch die alleinige Dampflokomotive war, verbrauchte sie jährlich circa 25 Tonnen Kohle auf etwas mehr als 2.200 regulären und Sonderfahrten. Zwischen 2018 und 2021 erfolgte im Dampflokwerk Meiningen eine neuerliche Aufarbeitung, u. a. mit Einbau eines neuen Kessels in geschweißter Ausführung. Im März 2021 machte die Lokomotive nach der Aufarbeitung Probefahrten auf den Harzer Schmalspurbahnen.
An den Wochenenden in der Vorsaison kommt Laura nicht zum Einsatz, da das kurzzeitige Aufheizen mit anschließender Wiederabkühlung zu thermischen Spannungen im Kessel führt, was wiederum undichte Kesselrohre verursachen kann.

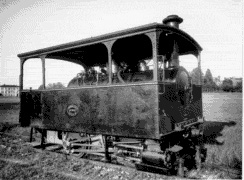
1887: die Dampflokomotive im Ursprungszustand
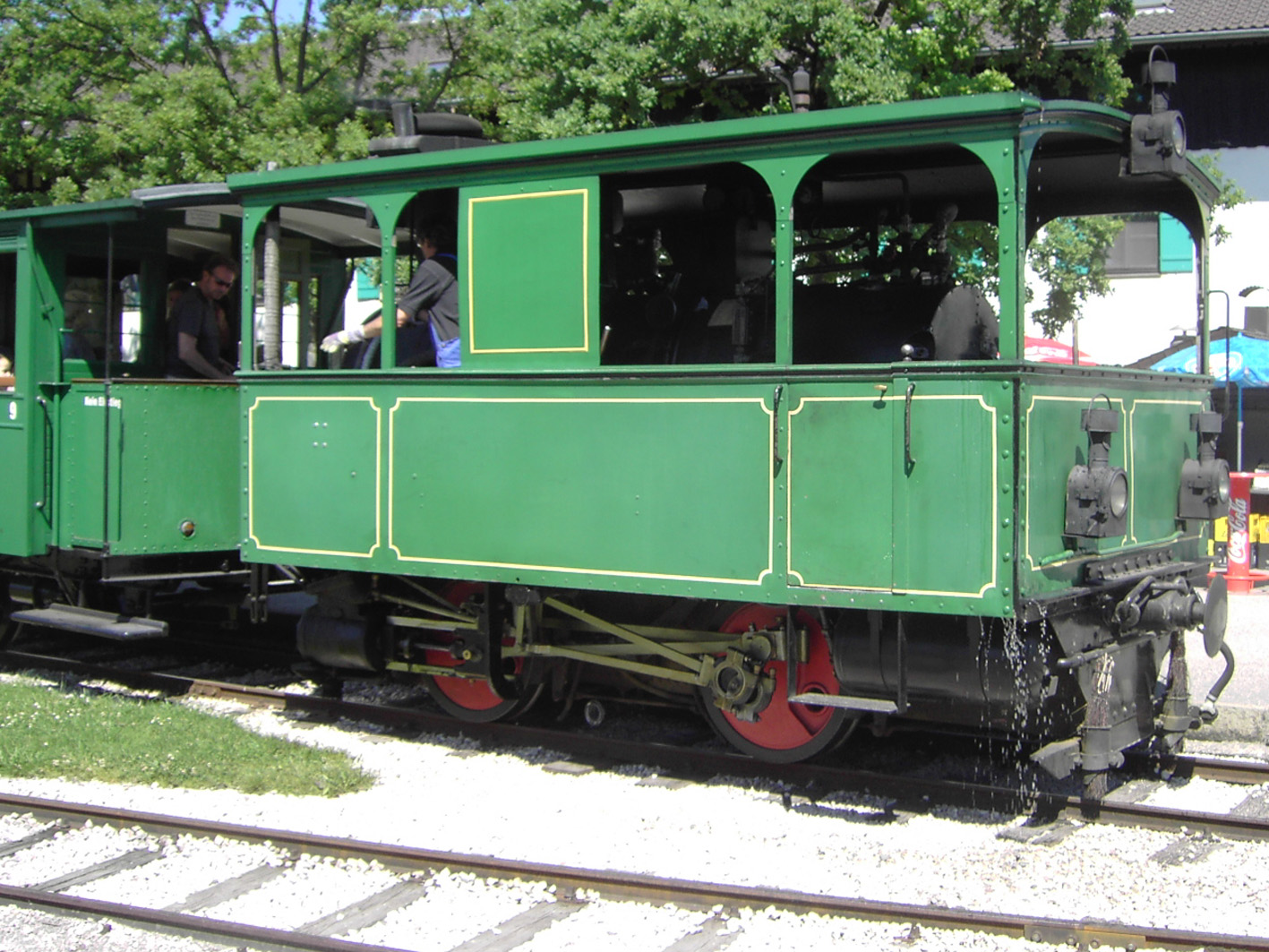
Die Dampflokomotive im Zustand bis etwa 2017
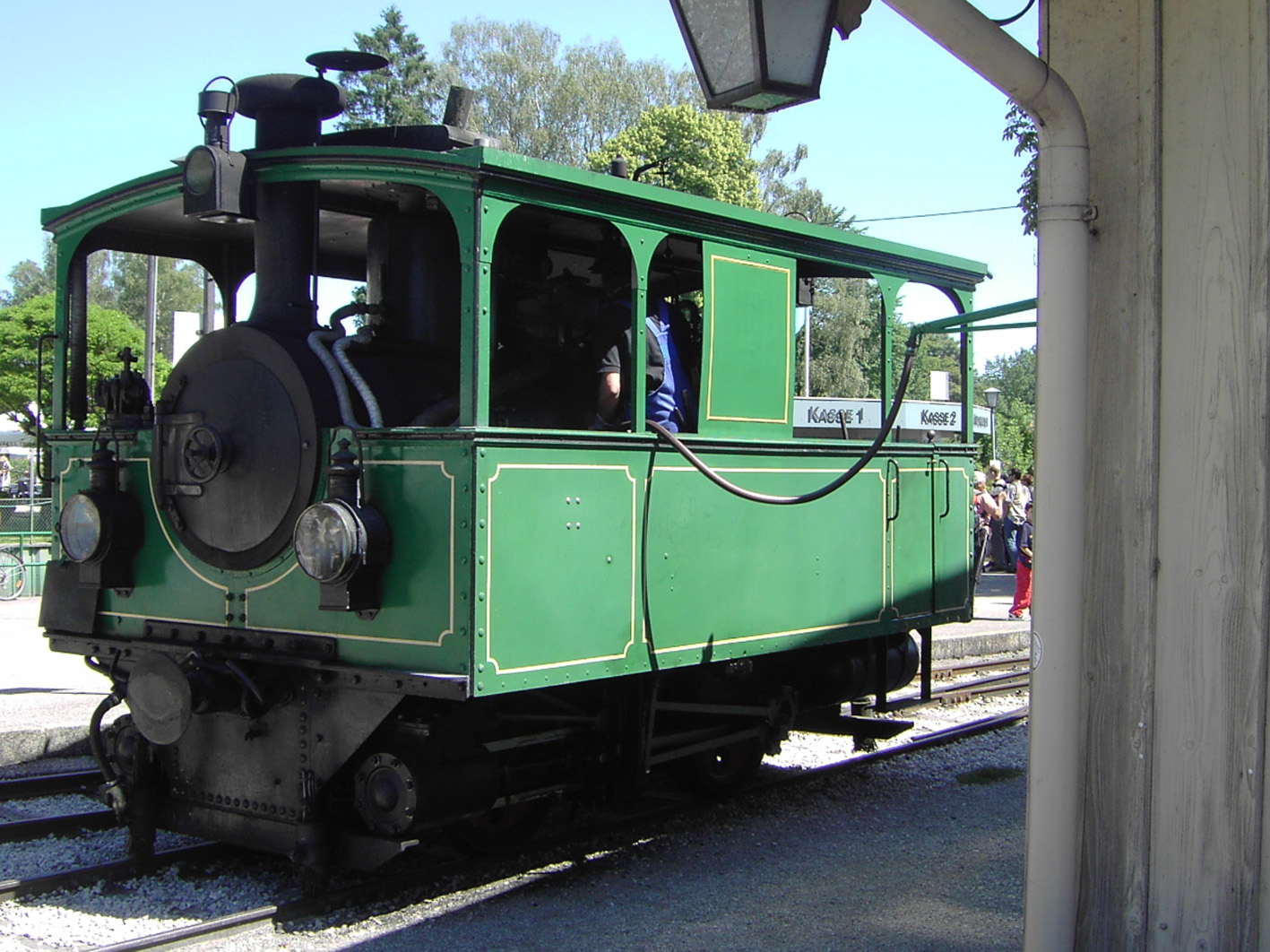
Wassernachfüllung
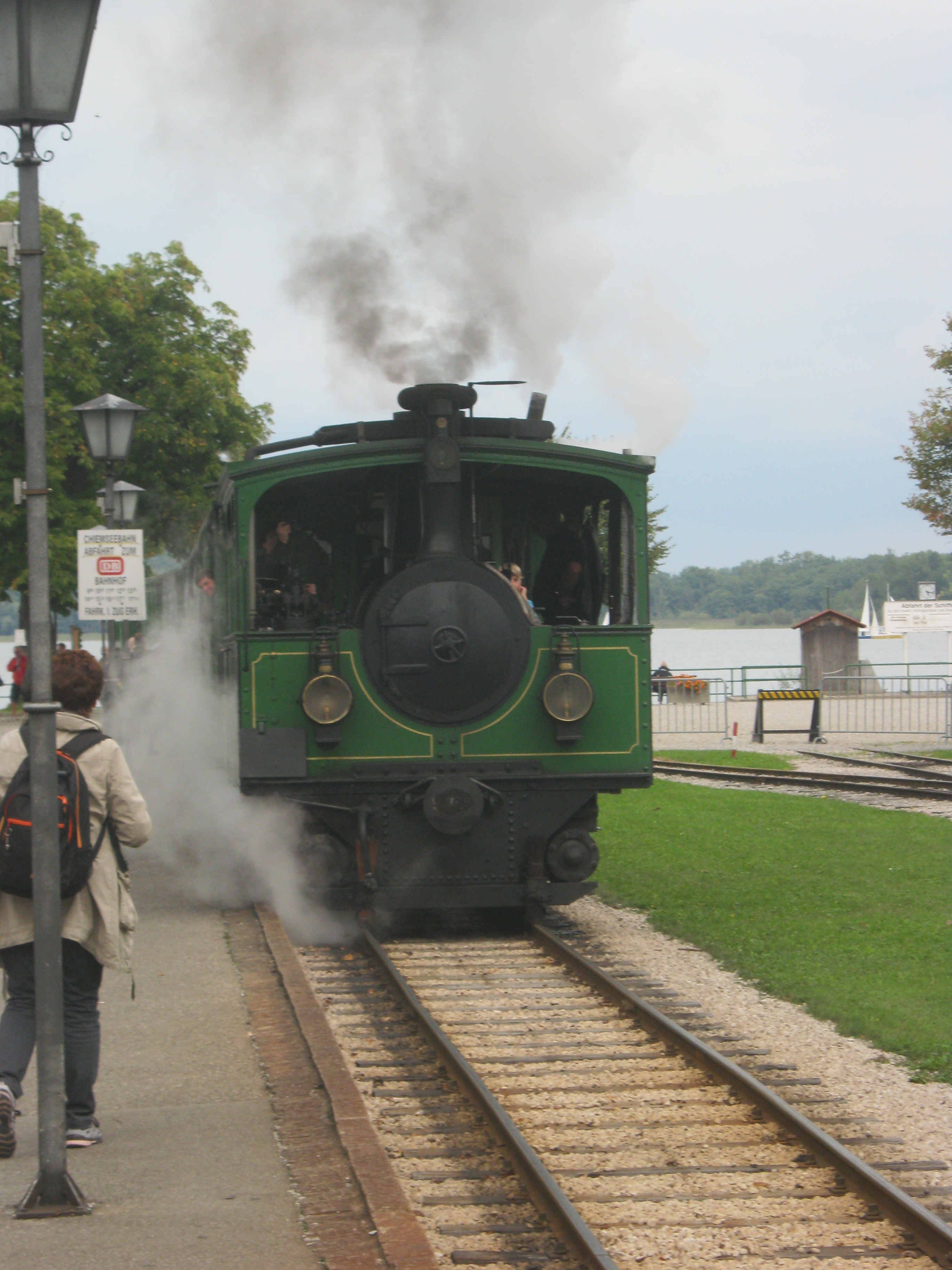
Die Dampflokomotive kurz vor der Abfahrt in Prien-Stock

### Diesellokomotive Lisa
Seit 1982 ist eine Diesellokomotive (Typ KHD KG 125 BS, Fabriknummer 57499) des Baujahres 1962 im Dienst. Sie wurde äußerlich an die Dampflokomotive angeglichen, um das historische Erscheinungsbild zu bewahren. Die Lokomotive wurde von der Klöckner-Humboldt-Deutz AG für die Halbergerhütte hergestellt und dient auch als Ersatz für die Stammlokomotive, beispielsweise wenn an dieser aufwändigere Instandhaltungs- oder Reparaturarbeiten durchgeführt werden müssen. Sie kommt in der Hauptsaison außerhalb der Wochenenden und in der Vorsaison (mit einem Betrieb nur an Wochenenden) zum Einsatz. Im Winter 2015/2016 wurde die Diesellokomotive von Grund auf restauriert und technisch überholt, dabei erhielt sie ein an den Originalzustand angelehntes Erscheinungsbild, welches nicht mehr als Imitat der Dampflokomotive wirkt. Aktuell (Stand 2023) ist sie weinrot lackiert.

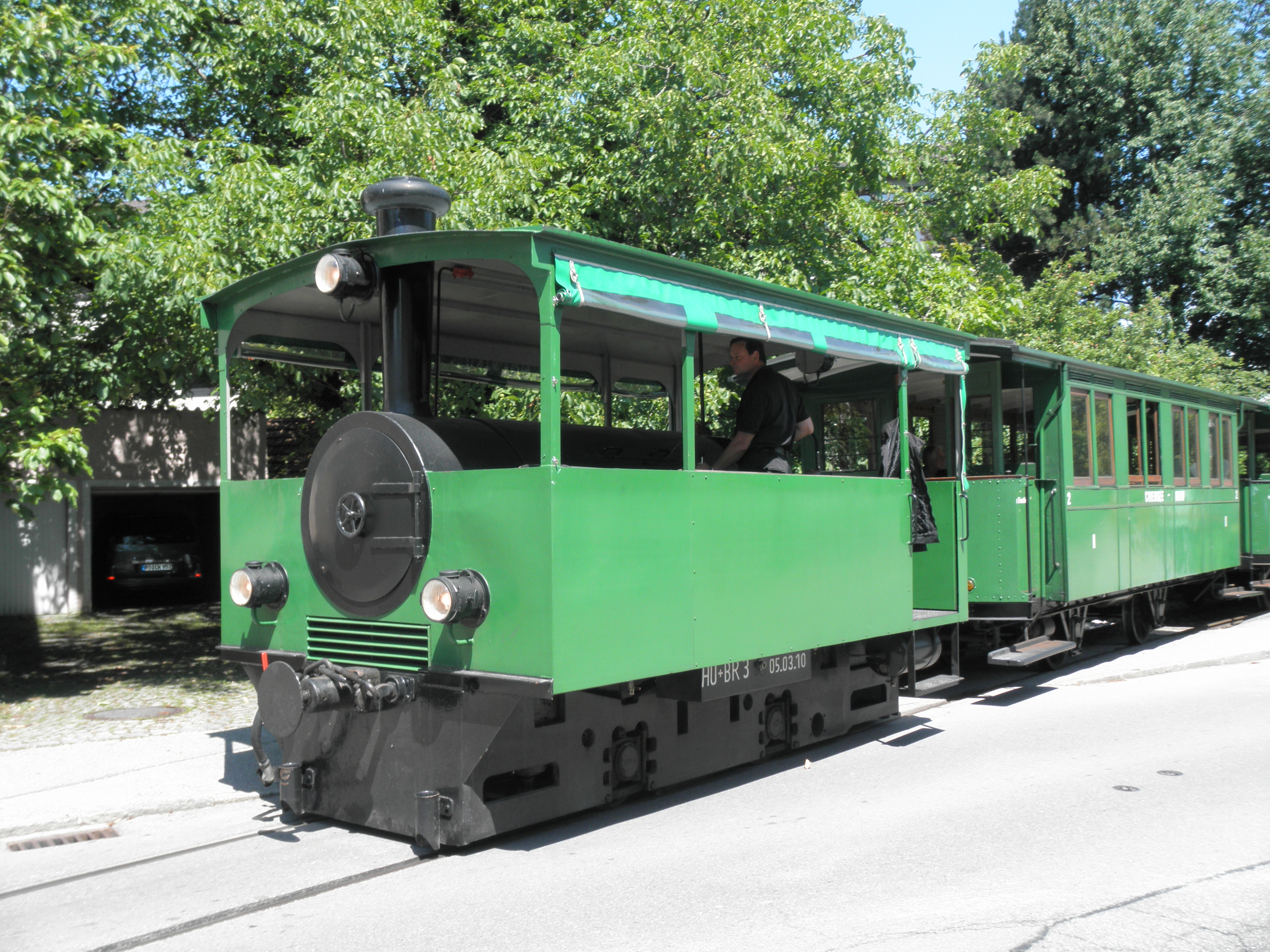
Die Diesellokomotive vor dem Umbau
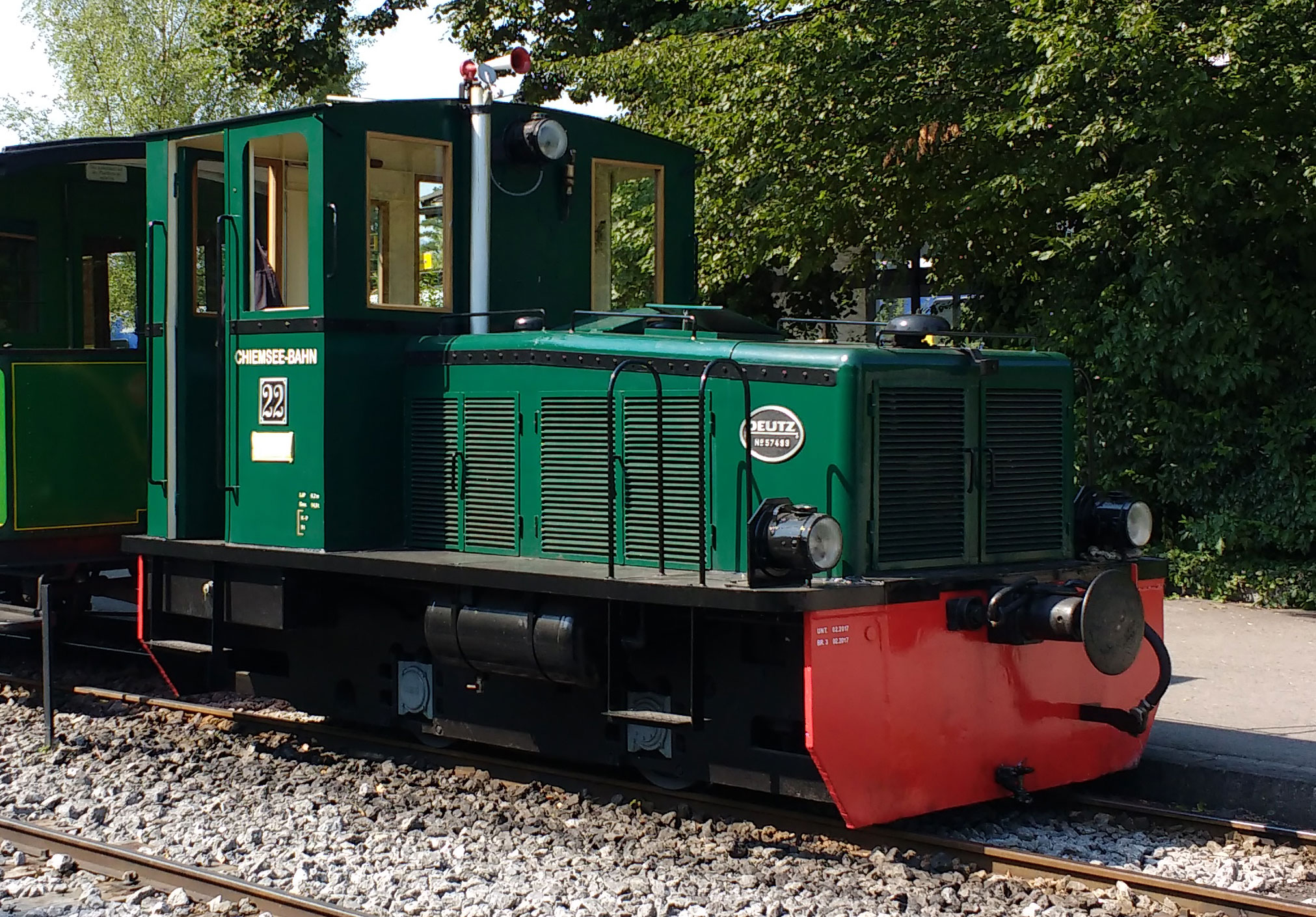
Die Diesellokomotive nach dem Umbau
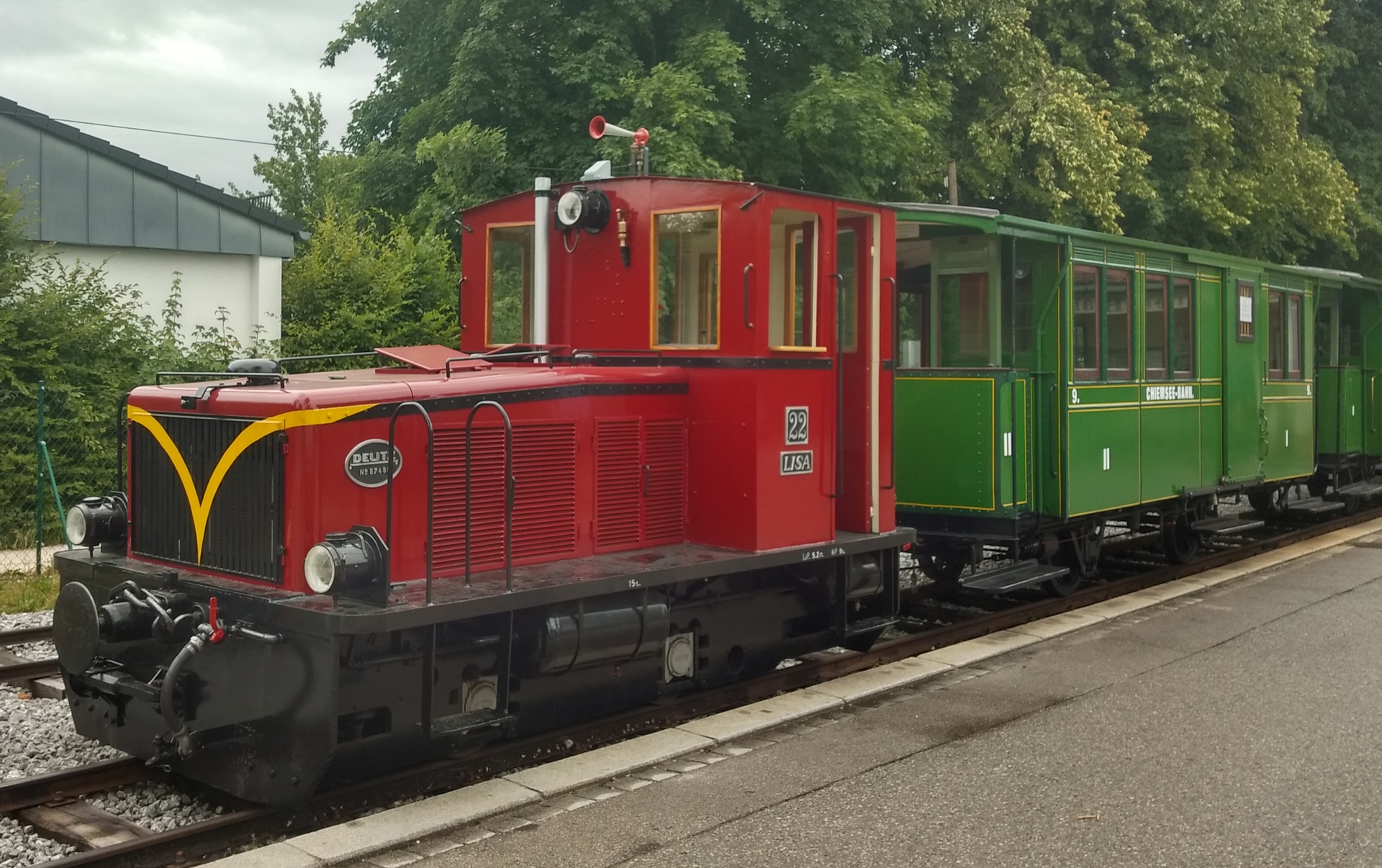
Die Diesellokomotive nach der Umlackierung (Stand 2023)

### Wagen
Der Zug wird bedarfsgerecht aus neun zweiachsigen Originalwagen von 1887 und 1888 zusammengestellt. Die Wagen wurden von MAN hergestellt. Ihre Länge über Puffer beträgt 8,4 Meter.
| Wagen | Bauart      | Plätze 1. Klasse | Plätze 2. Klasse | Bemerkungen            |
| ----- | ----------- | ---------------- | ---------------- | ---------------------- |
| 1     | geschlossen | 24               | –                | sogenannter Salonwagen |
| 2     | halboffen   | –                | 32               |                        |
| 3     | halboffen   | –                | 32               |                        |
| 4     | halboffen   | –                | 32               |                        |
| 5     | halboffen   | –                | 32               |                        |
| 6     | halboffen   | –                | 32               |                        |
| 7     | geschlossen | –                | 32               |                        |
| 8     | geschlossen | –                | 32               |                        |
| 9     | geschlossen | 8                | 16               | mit Gepäckraum         |

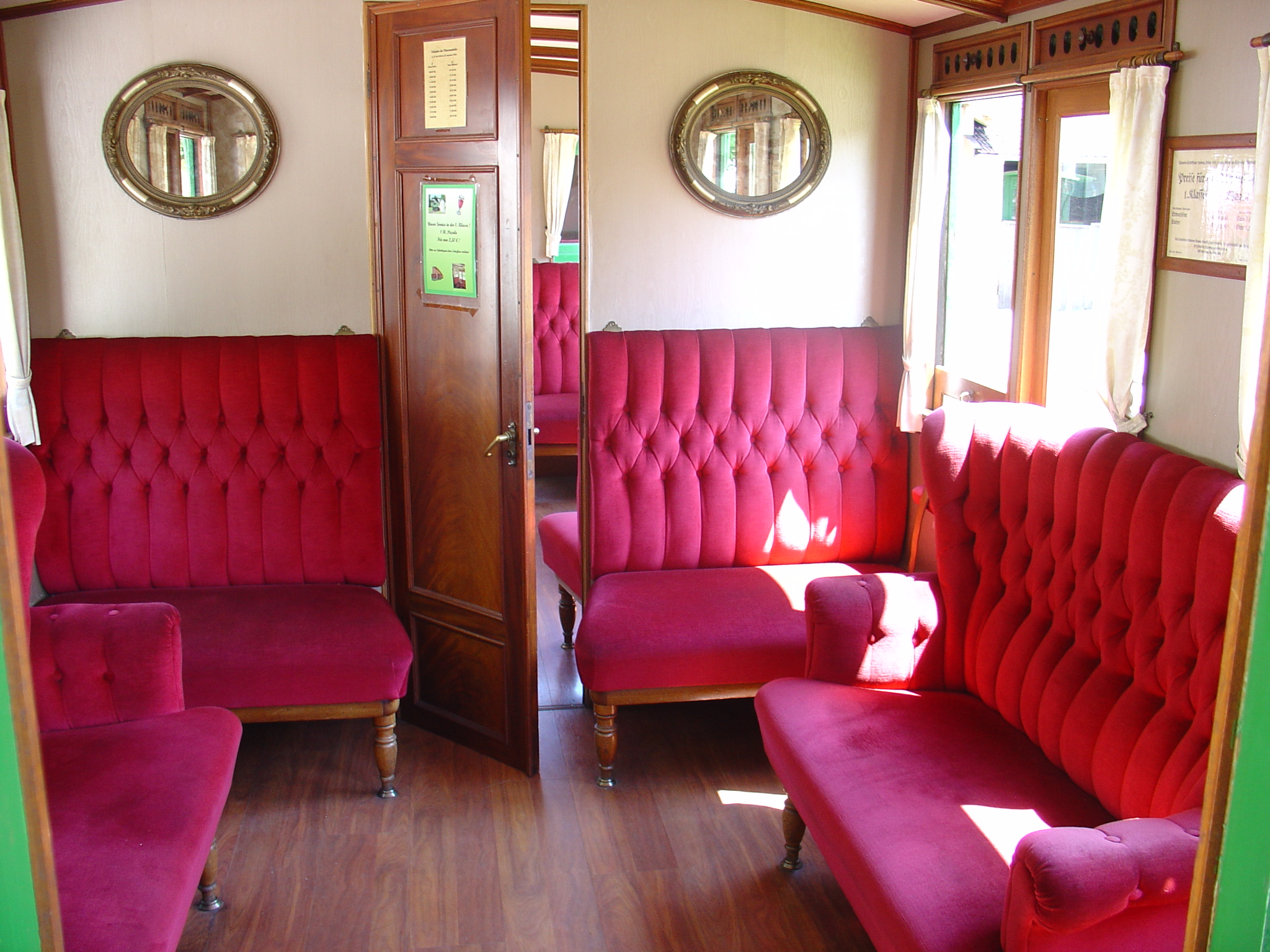
1.-Klasse-Salonwagen
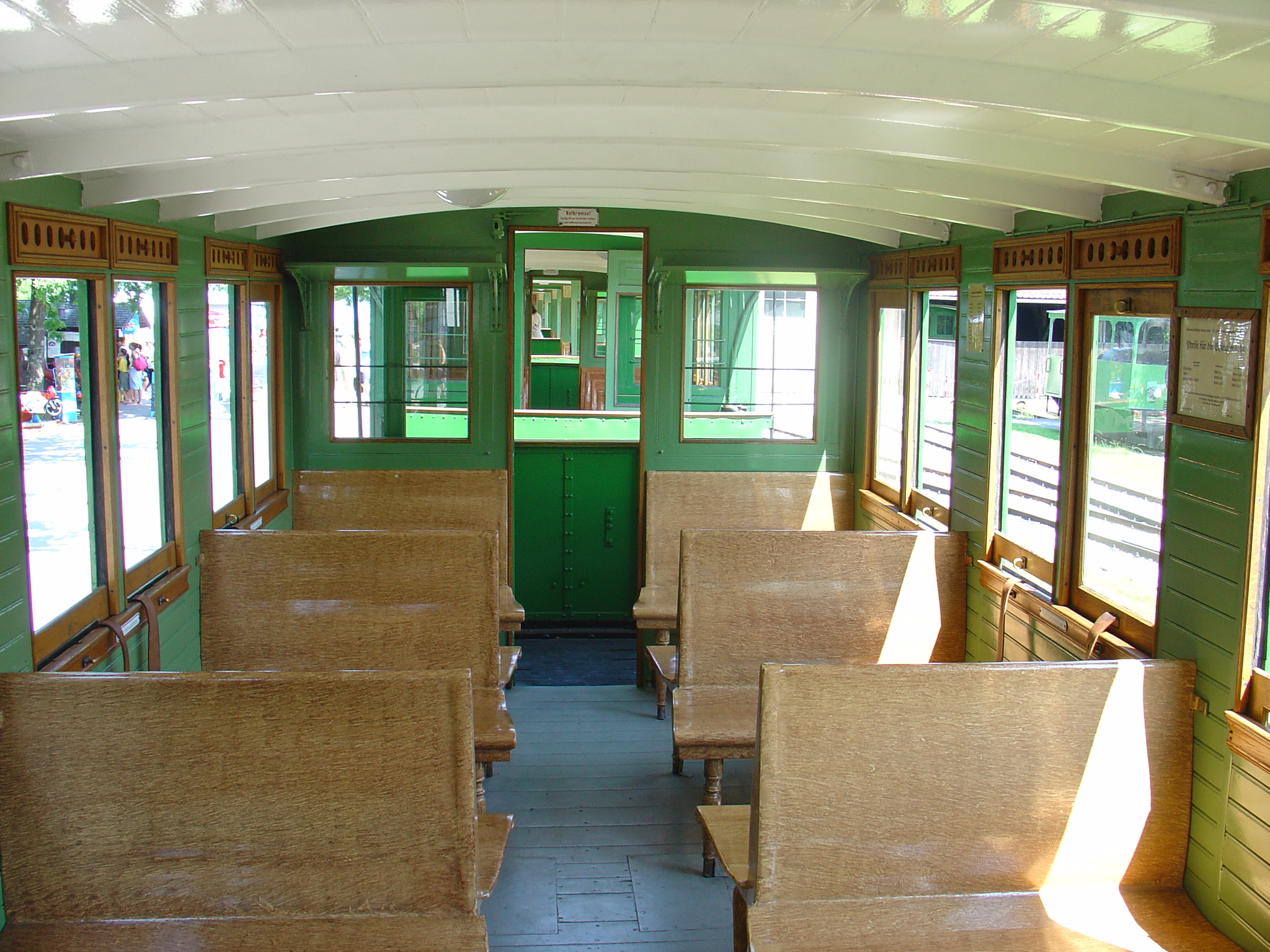
Einer von zwei geschlossenen 2.-Klasse-Wagen
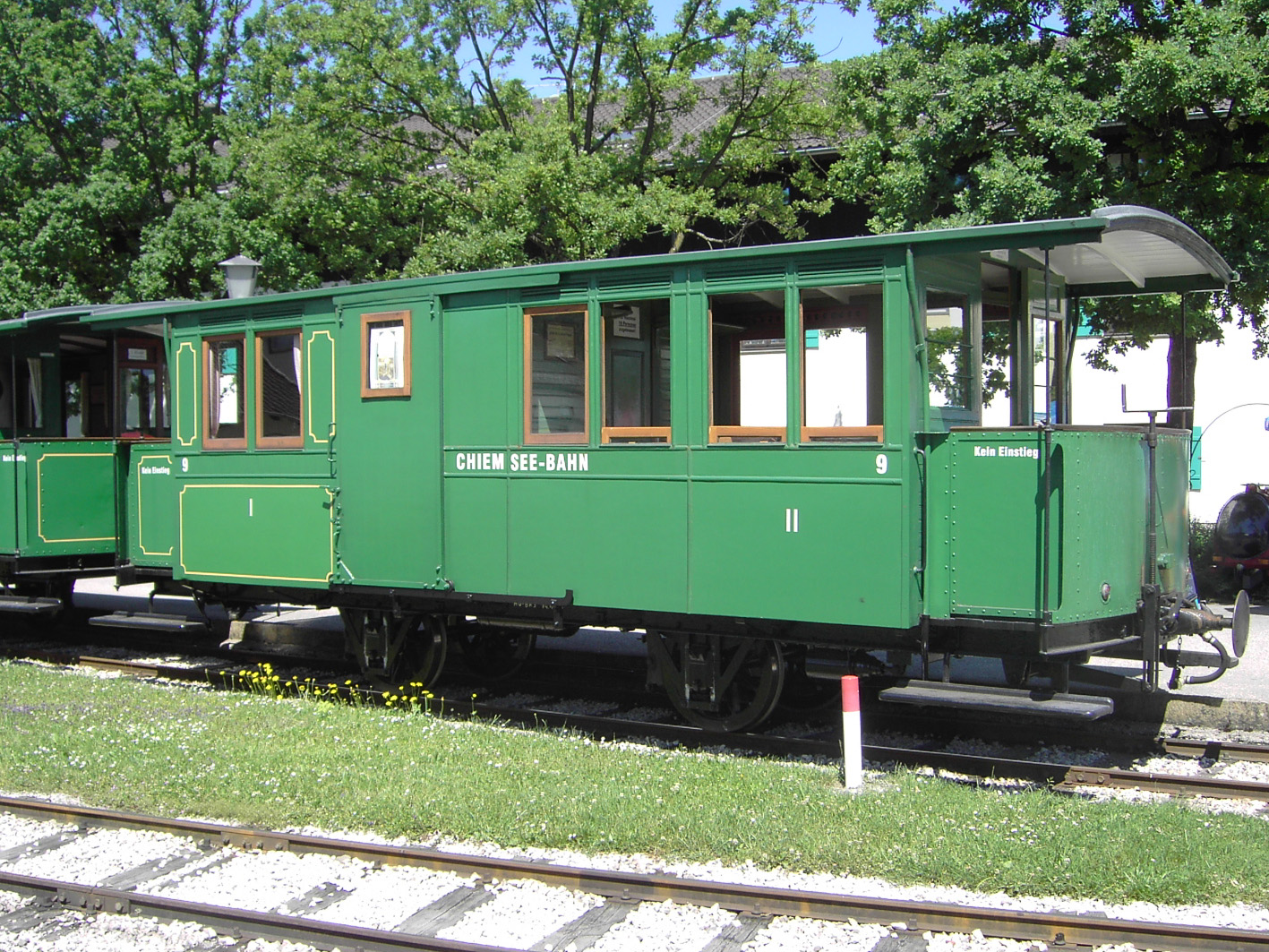
Der geschlossene Wagen 9 mit Sitzplätzen der 1. und 2. Klasse sowie einem Gepäckraum
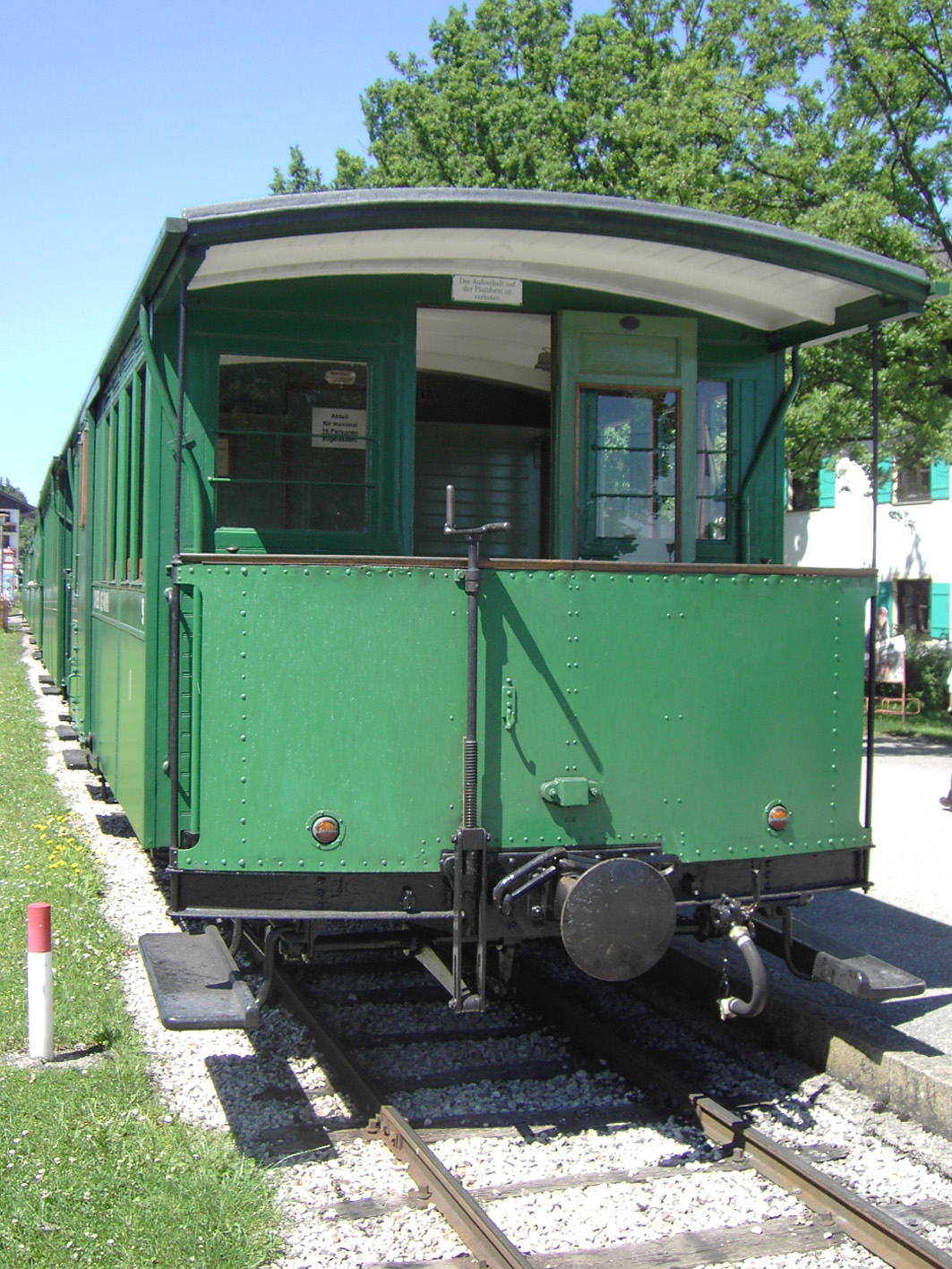
Offene Plattform eines 2.-Klasse-Wagens

Der Salonwagen (Wagen 1) befand sich von 1975 bis 1993 im Besitz des Fahrzeugmuseums Marxzell bei Karlsruhe. Nach dem Rückkauf wurde er zwei Jahre lang restauriert und ist seit dem 29. April 1995 wieder in Betrieb. Zwei Güterwagen wurden jedoch um 1966 (Wagen 1) und 1987 (Wagen 2) verschrottet. Von letzterem sind noch die Achsen erhalten. Seit 2014 existiert wieder ein Güterwagen.

## Der Begriff Bockerlbahn
Von vielen Touristen, aber auch von Ortsansässigen wird die Chiemsee-Bahn auch Bockerlbahn genannt. Dieser Begriff steht im bairischen Dialekt für eine kleine Bahn. Daher wird auch die wenige Kilometer entfernte ehemalige Torfstecherbahn in der Kendlmühlfilzn Bockerl genannt.

## Trivia
Die Folge Nummer 911 der Fernsehserie Eisenbahn-Romantik thematisiert die Chiemsee-Bahn samt Chiemsee-Schifffahrt Ludwig Fessler. Ebenso diente sie als Requisite für den 1968 produzierten Spielfilm Altaich.